# پل گورمن
پل گورمن (انگلیسی: Paul Gorman؛ زادهٔ ۶ اوت ۱۹۶۳) بازیکن فوتبال اهل جمهوری ایرلند است.
از باشگاه‌هایی که در آن بازی کرده‌است می‌توان به باشگاه فوتبال بیرمنگام سیتی، باشگاه فوتبال آرسنال، باشگاه فوتبال شروزبری تاون، و باشگاه فوتبال کارلایل یونایتد، باشگاه فوتبال شروزبری تاون، و باشگاه فوتبال کارلایل یونایتد اشاره کرد.
وی همچنین در تیم ملی فوتبال زیر ۲۱ جمهوری ایرلند بازی کرده‌است.